# Paulas Geheimnis
Paulas Geheimnis ist ein Kinderfilm von Gernot Krää, der am 13. September 2007 in die deutschen Kinos kam. Es handelt sich um eine Produktion der Filmautoren AG, element e filmproduktion, die in Zusammenarbeit mit dem ZDF entstand.

## Handlung
Paula ist elf Jahre alt und Tochter wohlhabender Eltern, die beruflich sehr engagiert sind und dadurch wenig Zeit für ihre Tochter haben. Paula flüchtet sich in Tagträume von einem Märchenprinzen. Alle ihre Geheimnisse vertraut sie ihrem Tagebuch an. In der Schule ist sie Klassenbeste.
Paulas Klassenkamerad Tobi lebt mit seinen Eltern in einfachen Verhältnissen. Seine Versetzung ist gefährdet, und er muss eine Nachprüfung ablegen. Wenn er diese nicht besteht, muss er das Gymnasium verlassen. Tobi verehrt Paula.
In der U-Bahn wird Paulas Tagebuch neben anderen Dingen von Mitgliedern einer Kinderbande entwendet. Von ihren Eltern erwartet Paula keine Hilfe. Tobi beobachtet die Tat, kann aber nicht eingreifen. Er bietet sich Paula jedoch als Helfer an, wenn sie ihm bei seiner Nachprüfung in Englisch behilflich ist. Tobi versteht allerdings nicht, was an einem Tagebuch so wertvoll sein soll. Bei einer Autofahrt mit seinen Eltern sieht Tobi zufällig die Taschendiebe, er springt aus dem Auto und es gelingt ihm, die Diebe zu verfolgen. Er bemerkt einen Transporter mit einem ungewöhnlichen Aufkleber.
Das erste Problem besteht darin, dass Paula in ein Feriencamp auf die Insel Sylt soll. Tobi, der eigentlich seine Ferien mit der Familie in Italien verbringen soll, kann seine Eltern davon überzeugen, dass er daheimbleiben muss, um für seine Nachprüfung lernen zu können. Die Kinder beschließen, dass anstelle von Paula Tobis Schwester Jenny ins Feriencamp nach Sylt fährt. Deshalb muss Paula nun bei Tobi wohnen, was ihr nicht so leichtfällt.
Bei ihren Nachforschungen stoßen Paula und Tobi auf die Unterkunft einer Diebesbande. Es gelingt ihnen, das Mädchen Ioana und den Jungen Radu festzuhalten und dazu zu bringen, mit ihnen zu sprechen. Die Kinder erzählen, dass sie erpresst werden. Radu kann das für Paula so kostbare Tagebuch aus dem Haus schmuggeln und ihr zurückgeben. Für Paula könnte die Geschichte damit beendet sein, aber da Tobi den beiden Kindern helfen möchte, will auch sie sich einbringen.
Es gelingt Paula, die Adresse von Ioanas Schwester in England herausfinden. Auch bringen Tobi und Paula es fertig, Ioana und Radu aus den Klauen der Diebesbande zu befreien. Auf der Fahrt zum Hafen werden sie jedoch verfolgt. Durch einen Kleidertausch können sie die Verfolger verwirren und Tobi trifft mit seiner Steinschleuder einen der Verfolger am Knie. Kurz darauf trifft die Polizei ein. Ioana und Radu sind inzwischen auf der Fähre in Sicherheit.
Dank Paulas Hilfe schafft Tobi seine Nachprüfung. Die Kinder kehren wieder in den Kreis ihrer Familien zurück.

## Kritiken
Elmar Krekeler von Welt Online schrieb: „Das hat Tempo, Ernsthaftigkeit, Spannung. Der Film hat mit Thelma Heintzelmann und Paul Vincent de Wall zwei hervorragende Kinderdarsteller, denen man mehr zutraut, als sie zeigen dürfen. Das hat alles, was ein guter Kinderfilm haben sollte. Nur den Margarinemärchenprinzen, den hätte Krää lassen sollen, wo er hingehört. In Paulas Tagebuch.“
Die Filmbewertungsstelle Wiesbaden führte aus: „Dies ist wirklich ein Film für Kinder und Jugendliche. Er nimmt seine Zielgruppe ernst, unterhält bestens und ist für Mädchen wie Jungs interessant.“
Das Lexikon des Internationalen Films urteilte: „Rundum gelungener Kinder- und Jugendkrimi in bester ‚Pünktchen und Anton‘-Tradition.“

## Auszeichnungen (Auswahl)
- Der Film wurde auf dem 29. Internationalen Kinderfilmfestival 2006 mit dem LUCAS  (Hauptpreis) ausgezeichnet.
- Von der Filmbewertungsstelle Wiesbaden erhielt er das Prädikat „Besonders wertvoll“.
- 2007 Castello d’Argento sowie Premio Aspi beim Filmfestival Castellinaria.
- 2007 UNICEF Preis / Kinderfilmfestival Wien.
- 2008 Goldenes Einhorn / Bester Kinderfilm, Alpinale.
- 2008 Audience Award, Berlin & Beyond, San Francisco.